# Morti nel 1988/Maggio
| Questa pagina contiene informazioni ricavate automaticamente dalle voci biografiche con l'ausilio del template Bio e di un bot. L'aggiornamento è periodico e automatico e ricostruisce completamente la pagina. Se manca una persona in questa lista, sei pregato di non aggiungerla, ma accertati piuttosto che la sua voce biografica contenga il template Bio e che i dati anagrafici siano correttamente compilati. Se il template Bio manca, inseriscilo tu stesso o, in alternativa, metti l'avviso {{tmp\|Bio}} che ne segnala la mancanza. Se i dati riportati sono sbagliati, correggi direttamente la voce biografica; le modifiche saranno visibili in questa lista entro pochi giorni. Per chiarimenti vedi il progetto biografie. La lista contiene solo le 99 persone che sono citate nell'enciclopedia e per le quali è stato implementato correttamente il template Bio. Pagina aggiornata al 3 mar 2024. |

- 1º maggio - Bill Amor, calciatore inglese (n. 1919)
- 1º maggio - Erwin Nyc, calciatore polacco (n. 1914)
- 1º maggio - Paolo Stoppa, attore e doppiatore italiano (n. 1906)
- 1º maggio - Kay Sutton, attrice statunitense (n. 1915)
- 1º maggio - Germano Travagini, calciatore italiano (n. 1930)
- 2 maggio - Alvaro Amarugi, imprenditore e dirigente sportivo italiano (n. 1929)
- 2 maggio - Pavel Petrovič Kadočnikov, attore e regista sovietico (n. 1915)
- 3 maggio - Osvaldo Biancardi, calciatore italiano (n. 1929)
- 3 maggio - Milton Caniff, fumettista statunitense (n. 1907)
- 3 maggio - Carlo Egidi, scenografo e costumista italiano (n. 1918)
- 3 maggio - José María Jáuregui, calciatore spagnolo (n. 1896)
- 3 maggio - Lev Semënovič Pontrjagin, matematico sovietico (n. 1908)
- 3 maggio - Paul Vario, mafioso statunitense (n. 1914)
- 4 maggio - Josefa Edralin, insegnante filippina (n. 1893)
- 4 maggio - Stanley William Hayter, artista britannico (n. 1901)
- 5 maggio - Harold Hull, cestista statunitense (n. 1920)
- 5 maggio - George Rose, attore britannico (n. 1920)
- 5 maggio - Michael Shaara, scrittore statunitense (n. 1928)
- 5 maggio - Ferruccio Vignanelli, organista italiano (n. 1903)
- 6 maggio - Costantino Nivola, artista e scultore italiano (n. 1911)
- 7 maggio - Alberto de Zavalía, regista, produttore cinematografico e sceneggiatore argentino (n. 1911)
- 8 maggio - Elso Cruciani, arbitro di calcio italiano (n. 1930)
- 8 maggio - Robert A. Heinlein, scrittore di fantascienza statunitense (n. 1907)
- 8 maggio - Antonio Pagano, calciatore italiano (n. 1902)
- 8 maggio - Abdel Moneim Wahby, cestista, arbitro di pallacanestro e dirigente sportivo egiziano (n. 1911)
- 9 maggio - Géza Boldizsár, allenatore di calcio e calciatore ungherese (n. 1919)
- 9 maggio - Alfons Julen, sciatore di pattuglia militare e fondista svizzero (n. 1899)
- 9 maggio - Willie Moir, calciatore scozzese (n. 1922)
- 10 maggio - Ciarán Bourke, musicista irlandese (n. 1935)
- 10 maggio - José Guardiola, attore e doppiatore spagnolo (n. 1921)
- 10 maggio - Hugh Laing, ballerino barbadiano (n. 1911)
- 10 maggio - Henri Ledroit, controtenore francese (n. 1946)
- 10 maggio - Shen Congwen, scrittore cinese (n. 1902)
- 11 maggio - Domenico Cambieri, canottiere italiano (n. 1914)
- 11 maggio - Julio Mosso, calciatore argentino (n. 1899)
- 11 maggio - Kim Philby, agente segreto britannico (n. 1912)
- 12 maggio - Paul Osborn, drammaturgo e sceneggiatore statunitense (n. 1901)
- 13 maggio - Chet Baker, trombettista e cantante statunitense (n. 1929)
- 13 maggio - John Garrison, hockeista su ghiaccio statunitense (n. 1909)
- 13 maggio - Sergej Georgievič Gorškov, ammiraglio e politico sovietico (n. 1910)
- 13 maggio - Friedrich Guggenberger, ammiraglio tedesco (n. 1915)
- 13 maggio - Caecilia Loots, insegnante e partigiana olandese (n. 1903)
- 13 maggio - Nikolaj Fëdorovič Makarov, progettista sovietico (n. 1914)
- 13 maggio - Irene Manton, botanica britannica (n. 1904)
- 14 maggio - Willem Drees, politico olandese (n. 1886)
- 14 maggio - Ernesto Giménez Caballero, scrittore e politico spagnolo (n. 1899)
- 15 maggio - Andrew Duggan, attore, regista e sceneggiatore statunitense (n. 1923)
- 15 maggio - Fulvia Franco, attrice italiana (n. 1931)
- 15 maggio - Jean-Pierre Hoscheid, calciatore e allenatore di calcio lussemburghese (n. 1912)
- 15 maggio - Fritz Löffler, storico dell'arte tedesco (n. 1899)
- 15 maggio - Greta Nissen, ballerina e attrice norvegese (n. 1905)
- 16 maggio - Július Bešina, calciatore slovacco (n. 1914)
- 16 maggio - Anna Zofia Krygowska, matematica polacca (n. 1904)
- 16 maggio - Anatolij Maslënkin, calciatore e allenatore di calcio sovietico (n. 1930)
- 16 maggio - Giovanni Pala, politico e giornalista italiano (n. 1896)
- 16 maggio - Michele Pascolato, politico e avvocato italiano (n. 1907)
- 16 maggio - Arnaldo Trevisan, poliziotto italiano (n. 1966)
- 17 maggio - Isaak Jaglom, matematico sovietico (n. 1921)
- 18 maggio - Daws Butler, doppiatore statunitense (n. 1916)
- 18 maggio - Michiko Tanaka, attrice e cantante giapponese (n. 1913)
- 18 maggio - Enzo Tortora, conduttore televisivo, autore televisivo e conduttore radiofonico italiano (n. 1928)
- 19 maggio - Giancarlo Castelli, calciatore e allenatore di calcio italiano (n. 1918)
- 19 maggio - Kurt Caesar Hoffmann, ammiraglio tedesco (n. 1895)
- 19 maggio - Barbara Laage, attrice francese (n. 1920)
- 19 maggio - Lloyd Vaughan, animatore statunitense (n. 1909)
- 20 maggio - Ana Aslan, biologa e medico romena (n. 1897)
- 20 maggio - Nicola Ceravolo, dirigente sportivo italiano (n. 1907)
- 20 maggio - Víctor Unamuno, calciatore spagnolo (n. 1909)
- 21 maggio - Carlo Cisventi, fotografo e fotoreporter italiano (n. 1929)
- 21 maggio - Sammy Davis Sr., ballerino e attore statunitense (n. 1900)
- 21 maggio - Dino Grandi, politico e diplomatico italiano (n. 1895)
- 21 maggio - Pino Romualdi, politico e giornalista italiano (n. 1913)
- 22 maggio - Giorgio Almirante, politico italiano (n. 1914)
- 22 maggio - Jules Gales, calciatore lussemburghese (n. 1924)
- 22 maggio - Ulderico Meanti, calciatore italiano (n. 1916)
- 23 maggio - Aya Kitō, scrittrice giapponese (n. 1962)
- 23 maggio - Roberto Succo, serial killer italiano (n. 1962)
- 24 maggio - Freddie Frith, pilota motociclistico britannico (n. 1909)
- 24 maggio - Ernest Labrousse, storico francese (n. 1895)
- 24 maggio - Sergio Marullo Di Condojanni, politico italiano (n. 1918)
- 25 maggio - Monte Kay, produttore discografico e produttore televisivo statunitense (n. 1924)
- 25 maggio - Mario Luciolli, diplomatico italiano (n. 1910)
- 25 maggio - Ruth Malcomson, modella statunitense (n. 1906)
- 25 maggio - Karl August Wittfogel, sociologo e sinologo tedesco (n. 1896)
- 26 maggio - Antonio Bardellino, criminale italiano (n. 1945)
- 26 maggio - Jim Carmichael, animatore e doppiatore statunitense (n. 1909)
- 26 maggio - Nello Segurini, compositore, direttore d'orchestra e attore italiano (n. 1910)
- 26 maggio - Nicolò Vittori, canottiere italiano (n. 1909)
- 27 maggio - Ernst Ruska, fisico tedesco (n. 1906)
- 28 maggio - Adolfo Contoli, calciatore, multiplista e ostacolista italiano (n. 1898)
- 28 maggio - Paolo Musolino, scacchista italiano (n. 1916)
- 28 maggio - Andrea Negrari, politico italiano (n. 1920)
- 29 maggio - Salem bin Laden, imprenditore saudita (n. 1946)
- 29 maggio - Henry Johansen, calciatore norvegese (n. 1904)
- 29 maggio - Diego Pozzetto, attore italiano (n. 1893)
- 29 maggio - Siaka Stevens, politico sierraleonese (n. 1905)
- 30 maggio - Isaline Crivelli, sciatrice alpina italiana (n. 1903)
- 30 maggio - Ella Raines, attrice statunitense (n. 1920)
- 31 maggio - Carlo Bellero, direttore della fotografia italiano (n. 1911)